# Růst bakteriální populace
Růst bakteriální populace je mnohonásobné množení bakteriální buňky metodou binárního dělení za vzniku dvou nových jedinců, které se opakuje, dokud není vyčerpáno množství živin v prostředí či se jinak nezmění podmínky. Toto množení má určité zákonitosti.
Takzvanou metodou statické kultivace se dosahuje růstu, při němž po fázi růstu následuje pokles v důsledku vyčerpání živin. Pokud se kultivuje kontinuálně, dodávají se do živného média stále nové živiny.

## Křivka růstu
Při statické kultivaci má dynamika populace bakterií mnohé typické vlastnosti. V ideálním případě, kdy všechny buňky vzniklé dělením přežijí a dále se po určitém čase množí, vykazuje bakteriální populace exponenciální růst. Počet buněk se zjišťuje přímými metodami, jako je mikroskopie a průtoková cytometrie, měřením biomasy, ale i metodami nepřímými, například počítání kolonií či příjem živin. Různé modely se snaží vždy srovnat teorii s praktickými výsledky..

## Fáze růstu

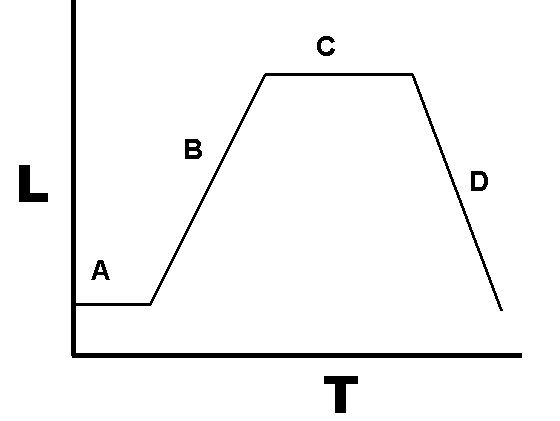
Základní křivka růstu bakteriální populace, na ose y je vynesen počet bakterií v kolonii, na ose x je čas. Písmena (A, B, C, D) symbolizují jednotlivé fáze růstu.

Při statické kultivaci se rozlišují čtyři typické fáze růstu:
1. Klidová fáze (lag fáze) — bakterie se ještě nemnoží tak rychle, zpravidla se enzymaticky připravují na růst v novém prostředí. Nastává syntéza RNA, enzymů a ostatních molekul;
2. Exponenciální fáze (log fáze, logaritmická fáze) — probíhá intenzivní množení bakterií a populace dosahuje exponenciálního růstu. To, jak je nárůst počtu bakterií prudký, je individuální vlastnost každého bakteriálního kmene, ale závisí i na vnějších podmínkách. Exponenciální fáze trvá, dokud není vyčerpáno množství živin;
3. Stacionární fáze — postupně se zpomaluje rychlost množení buněk, až do stádia rovnováhy, kdy se počet buněk zhruba nemění. Akumulují se toxické produkty a je vyčerpáno živné médium.
4. Fáze odumírání — v této fázi již převyšuje počet odumřelých buněk počet buněk vzniklých. Často se přidružuje sporulace, tvorba klidových stádií, které přežijí nepříznivé podmínky.

## Růstové konstanty
Veličiny, známé jako růstové konstanty, se určují v exponenciální fázi dělení buněk. K důležitým veličinám tohoto typu patří:
- průměrná rychlost dělení buněk (R) — počet dělení za jednotku času (zpravidla za hodinu)
- generační doba (g) — doba potřebná k vytvoření jedné generace buněk (mezi dvěma děleními)
- doba zdvojení — doba, za kterou se počet bakteriálních buněk zdvojí

Platí, že počet buněk v n-té generaci se vypočítá jako:
N = N0×2n,
kde N0 je počet buněk na začátku a n je počet generací. Dále platí, že g = R−1, tedy R a g jsou nepřímo úměrné. Také platí, že R = n×t−1, tedy rychlost dělení je podíl počtu generací a času k dělení (v hodinách).
Logaritmický růst bakterií v optimálním médiu je proto obrovský. Při generační době 15-30 minut může z jedné buňky teoreticky za 24 hodin vzniknout 4722 triliónů buněk.